# 咸阳北站
- 關於原名咸阳北站的一座货运车站，請見「渭城站」。

咸阳北站原名咸阳北塬站，是银西高速铁路在咸阳市北塬新城新设的一座中间站，站房面积3000㎡。